# Nadsat
 (juin 2014).

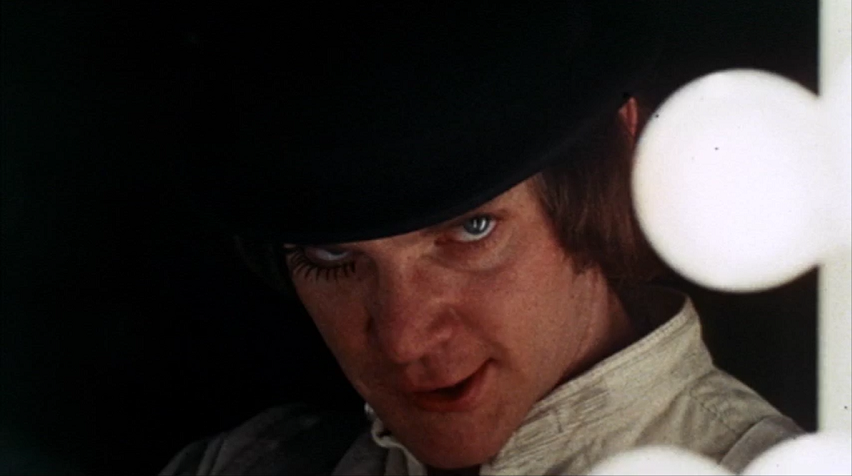
Nadsat

Le nadsat est le nom de l'argot anglo-russe inventé par l'écrivain britannique Anthony Burgess pour son roman L'Orange mécanique, paru en 1962. Ce langage a ensuite été repris par Stanley Kubrick dans son adaptation cinématographique du roman en 1971, avec le film Orange mécanique.

## Description
Le mot « nadsat » est dérivé d'un suffixe russe correspondant à celui des nombres de 11 à 19 (-надцать) : un parallèle avec le suffixe anglais -teen, suffixe des nombres de 13 à 19 et mot qui désigne les adolescents.
La création de ce jargon est le fruit de Anthony Burgess. Il dépeint dans son livre une société futuriste dans laquelle le langage parlé par les héros ne serait pas daté, tout argot l'étant par définition. Il opte pour l'invention.
L'idée précise du nadsat lui vient après un voyage en URSS au cours de l'été 1961. Il crée ainsi ce langage ayant des sonorités de langue russe.
Ce langage comporte des apports du gitan, du français, de l'argot cockney londonien, du malais et du néerlandais entre autres.
Le nadsat constitue, à proprement parler, plus un registre de langue qu'un langage véritable. Alex, le héros du roman, est capable de parler « correctement » quand il le veut. Son jargon imagé est rapidement intelligible pour le lecteur ou le spectateur. Le nadsat est en fait un lexique de mots supplémentaires qu'Alex utilise pour décrire le monde tel qu'il le voit.
Le registre des mots nadsat se situe sur le plan du concret ou du semi-abstrait : il est impossible de parler philosophie en nadsat.

## Fonction du nadsat
Le nadsat, tel qu'il est employé par Alex, reflète une réalité sociale universelle : les enfants et les adolescents créent des langages de type argotique en vue de communiquer entre eux ou dans le cadre de groupes socio-culturels spécifiques. Le fait qu'Alex utilise un tel langage pour échanger avec ceux de son âge, renforce l'impression d'opposition entre les jeunes et les adultes au sein de la société. Son emploi reflète une attitude totalement différente vis-à-vis de l'existence.
Le nadsat a en outre pour fonction, de « censurer » les descriptions crues des méfaits d'Alex. Les mots qui véhiculent une forte charge émotionnelle dans le langage courant (tels que « viol » ou « meurtre ») sont neutralisés du fait de leur remplacement par des mots inconnus, non connotés, que le lecteur ou le spectateur prend simplement pour argent comptant. Ceci contribue grandement à éluder la monstruosité des comportements d'Alex, et à le faire paraître sous un jour plus sympathique.
Enfin, du point de vue de l'éditeur, l'emploi du nadsat a pour effet collatéral non négligeable, la désensibilisation aux yeux du public de concepts d'une dureté telle qu'ils auraient normalement été considérés comme impossibles à publier dans un registre grand public.

## Lexique
- Si vous ne connaissez pas le sujet, laissez ce bandeau (vous pouvez alors contacter les auteurs).
- Si vous supprimez le contenu mis en cause (vous pouvez préalablement contacter les auteurs),

argumentez précisément cette suppression dans la page de discussion
(un manque de référence n'est pas un argument ; une recherche réelle de référence doit avoir été effectuée, être formellement documentée).
Le tableau ci-après contient la liste des mots en Nadsat qui figurent dans le roman d'Anthony Burgess, L'Orange mécanique, dans sa version anglaise d'origine, ainsi que, dans la mesure du possible, dans la version en français du roman, ou dans son adaptation au cinéma par Stanley Kubrick, en version doublée ou non. Chaque mot est accompagné de sa signification en français, et d'indications quant à ses origines lexicales.
- Haut – A
- B
- C
- D
- E
- F
- G
- H
- I
- J
- K
- L
- M
- N
- O
- P
- Q
- R
- S
- T
- U
- V
- W
- X
- Y
- Z

| Nadsat (version originale) | Nadsat (version française)                  | Français                                | Origine du terme |
| A                          | A                                           | A                                       | A |
| -------------------------- | ------------------------------------------- | --------------------------------------- | --- |
| Appy polly loggy           | exquis cucuses usées                        | excuse                                  | fabriqué à partir de apology ou excuses |
| B                          |                                             |                                         | |
| Baboochka                  | papuch                                      | pantoufle                               | Russe : бабушка, babooshka, lit. « de bab papa » |
| Baddiwad                   |                                             | mauvais                                 | Anglais : déclinaison de « bad », langage d'écolier. |
|                            | badigoinces                                 | bouche                                  | |
| Banda                      | banda                                       | bande, gang                             | Russe : банда, banda |
| Bezoomny                   | bezoumni                                    | fou                                     | Russe : безумный, byezoomni |
| Biblio                     | biblio                                      | bibliothèque                            | Russe : библиотека, biblioteka |
| Bitva                      | bitva                                       | bagarre                                 | Russe : битва, bitva |
| Bog                        | Gogre                                       | Dieu                                    | Russe : Бог, Bokh |
| Bolnoy                     | bolnoï                                      | malade                                  | Russe : больной, balnoy |
| Bolchoy                    | bolchoï                                     | grand                                   | Russe : большой, balshoy |
| Bratchni                   | bratchni                                    | bâtard                                  | брачный (?), bratchni |
| Bratti                     | bratti                                      | frère                                   | Russe : брат, brat |
| Britva                     | britva                                      | rasoir                                  | Russe : бритва, britva |
| Brooko                     | brouko                                      | ventre                                  | Russe : брюхо, bryukho |
| Brosay                     | brossater                                   | jeter                                   | Russe : бросать, brosat |
| Bugatty                    | bugatti                                     | riche                                   | Russe : богатый, bogaty |
| C                          |                                             |                                         | |
| Cal                        | gouspin                                     | excréments                              | Russe : кал, kal |
| Cancer                     | cancerette                                  | cigarette                               | Anglais : terme populaire |
| Cantora                    | cantora                                     | bureau                                  | Russe : контора, kontora |
| Carmane                    | carmane                                     | poche                                   | Russe : карман, karman |
| Chai                       | tché                                        | thé                                     | Russe : чай, chai |
| Charles, charlie           | charlot                                     | chapelain                               | Jeu de mots basé sur Charlie Chaplin |
| Chascha                    | chascha                                     | tasse                                   | Russe : чашка, tchashka |
| Chasso                     | chasso                                      | gardien de prison                       | Russe : часовой, tchasovoy |
| Cheena                     | tchina                                      | femme                                   | Russe : женщина, jenshchina |
| Cheest                     | tchister                                    | laver                                   | Russe : чистить, tchistit, lit. « nettoyer » |
| Chelloveck                 | tchelloveck                                 | personne, homme, type, mec, copain      | Russe : человек, tchelaviek, lit. « personne » |
| Chepooka                   |                                             | absurdité                               | Russe : чепуха, tchepukha |
| Choodessny                 | tchoudessny                                 | formidable, merveilleux                 | Russe : чудесный, tchudesny |
| Chumble                    |                                             | marmonner                               | Anglais : mumble |
| Clop                       | cloper                                      | marcher, se diriger                     | Hollandais/Malais : kloppen |
| Cluve                      |                                             | bec                                     | Russe : клюв, klyuv |
| Collocol                   | collocole                                   | cloche                                  | Russe : колокол, kalakol |
| Crark                      | corner                                      | crier, hurler                           | |
| Crast                      | craster                                     | voler, piller                           | Russe : красть, krast |
| Creech                     | critcher                                    | crier, hurler                           | Russe : крик, krik |
| Cutter                     | mouizka                                     | argent                                  | Anglais |
| D                          |                                             |                                         | |
| Dama                       |                                             | dame                                    | Russe : дама, dama |
| Ded, dedoochka             | ded                                         | vieil homme                             | Russe : дед, died, lit. « grand-père » |
| Deng                       | tilt                                        | argent                                  | Russe : деньги, dengi |
| Devotchka                  | devotchka                                   | fille                                   | Russe : девочка, devotchka, lit. « petite fille » |
|                            | discutailler                                | discuter                                | |
| Dobby                      | dobby                                       | bien                                    | Russe : добрый, dobri |
| Domy                       | domie                                       | maison                                  | Russe : дом, dom |
| Dook                       | rassoudok                                   | esprit                                  | Russe : дух, dukh, lit. « âme » |
| Dorogoy                    | dorogoï                                     | cher                                    | Russe : дорогой, daragoi |
| Dratse                     | dratse, dratsarre                           | bagarre                                 | Russe : драка, draka |
| Drencrom                   |                                             | drogue                                  | Terme inventé (peut-être sur la base du mot adrenochrome) |
| Droog                      | droug                                       | ami                                     | Russe : друг, droug |
| Dung                       |                                             | déféquer                                | Anglais, lit. « fumier » |
| Dva                        | dvié                                        | deux                                    | Russe : два, dva |
| E                          |                                             |                                         | |
| Eegra                      |                                             | jeu                                     | Russe : игра, igra |
| Eemya                      |                                             | nom                                     | Russe : имя, imya |
| Eggiweg                    |                                             | œuf                                     | Anglais : déclinaison du mot « egg » |
|                            | encoche                                     | hanche                                  | Origine inconnue |
| F                          |                                             |                                         | |
| Filly                      | totonner                                    | jouer                                   | Inconnu |
| Firegold                   | spoutnik                                    | boisson                                 | 1er satellite russe envoyé dans l'espace. |
| Fist                       | bogne                                       | frapper au poing                        | Anglais, lit. « poing » |
| Flip                       |                                             | sauvage                                 | ?, terme absent de l'adaptation française |
| Forella                    | forella                                     | truite                                  | Russe : форель, forel |
| G                          |                                             |                                         | |
| Gazetta                    |                                             | journal                                 | Russe : газета, gazeta |
| Glazz, glazzies            | glazes                                      | œil, yeux                               | Russe : глаз, glaz |
| Gloopy                     | gloupp, gloupide                            | stupide                                 | Russe : глупый, glupy |
| Golly                      |                                             | monnaie                                 | Anglais : jeu de rime sur la base du mot « lolly », lit. «fric» |
| Goloss                     | golosse                                     | voix                                    | Russe : голос, golos |
| Goober                     | goubeuse                                    | lèvre                                   | Russe : губа, guba |
| Gooly                      | goulatier                                   | marcher                                 | Russe : гулять, gulyat |
| Gorlo                      | gorlot                                      | gorge                                   | Russe : горло, gorla |
| Govoreet                   | govoriter                                   | parler                                  | Russe : говорить, gavarit |
| Grahzny                    |                                             | sale                                    | Russe : грязный, gryazni |
| Grazzy                     | grassou                                     | crade                                   | anglais : greasy (graisseux) |
| Gromky                     | gromky                                      | fort                                    | Russe : громкий, gromkii |
| Groody                     | groundné                                    | sein, poitrine                          | Russe : груди, grudi |
| Gruppa                     | groupa                                      | bande de jeunes                         | Russe : группа, grouppa |
| Guff                       | bidonske                                    | rigolade                                | Argot créé pour le livre |
| Gulliver                   | goliwog (film), gulliver (roman)            | tête, cerveau                           | Russe : голова, golova |
| Guttiwuts                  | tripouille                                  | boyaux                                  | Anglais : Guts, "tripes" |
| H                          |                                             |                                         | |
| Hen-korm                   |                                             | broutille                               | Russe : корм, korm, lit. « fourrage » et anglais : hen (poule) |
| Horn                       | corner                                      | beugler                                 | Anglais, horn, lit. « klaxonner » |
| Horrorshow                 | Karacho                                     | bien, super                             | Russe : хорошо, khorosho |
| I                          |                                             |                                         | |
| In-out in-out              | dedans-dehors, ça-va-ça-vient(dans le film) | sexe, viol                              | Anglais, expression inventée, lit. « Va-et-vient » |
| Interessovat               | intéréssovater                              | intéresser                              | Russe : интересовать, interesovat |
| Itty                       | itter                                       | aller                                   | Russe : идти, idti, lit. « aller à pieds » |
| J                          |                                             |                                         | |
| Jammiwam                   | conficonfiotte                              | confiture                               | Anglais, terme inventé sur la base du mot « jam », lit. confiture |
| Jeezny                     | jiznée                                      | vie                                     | Russe : жизнь, jizn |
| K                          |                                             |                                         | |
| Karacho                    |                                             | bien, super                             | Russe : хорошо, khorosho |
| Kartoffel                  | kartoffel                                   | pomme de terre                          | Russe : картофель, kartofel, lui-même dérivé de l'allemand Kartoffel |
| Kashl                      |                                             | toux                                    | Russe : кашель, kashel |
| Keeshkas                   | kishkas                                     | boyaux                                  | Russe : кишка, kishka |
| Kleb                       | kleb                                        | pain                                    | Russe : хлеб, khleb |
| Klootch                    | kloutche                                    | clé                                     | Russe : ключ, klyuch |
| Knopka                     | knopka                                      | bouton                                  | Russe : кнопка, knopka |
| Kopat                      | kopater                                     | piger                                   | Russe : копать, kopat |
| Korova                     |                                             | vache                                   | Russe : корова, korova |
| Koshka, kot                | koshka, kot                                 | chat, matou                             | Russe : кошка, koshka, кот, kot |
| Koshtoom                   |                                             | vêtement                                | Russe : костюм, kostyum, lit. « costume » |
| Krovvy                     | krovvi                                      | sang                                    | Russe : кровь, krov |
| Kupet                      | koupter                                     | acheter                                 | Russe : купить, kupit |
| L                          |                                             |                                         | |
| Lapa                       | lapa                                        | patte                                   | Russe : лапа, lapa |
| Lewdies                    | lioudis                                     | gens                                    | Russe : люди, lyudi |
| Litso                      | litso                                       | visage                                  | Russe : лицо, litso |
| Lomtick                    | lomtick                                     | tranche, morceau                        | Russe : ломтик, lomtik |
| Loveted                    | lovretter                                   | attraper, rouler, arnaquer              | Russe : ловить, lovit, lit. « attraper » |
| Lubbilubbing               | niqueuniqueuniquant                         | faisant l'amour                         | Russe : любить, lubit, lit. « aimer » |
| Luscious glory             | luxuriante splendeur                        | cheveux                                 | Anglais, expression inventée, jeu de rime probable avec « upper storey », lit. « étage supérieur » |
| M                          |                                             |                                         | |
| Malchick                   | maltchick                                   | jeune garçon                            | Russe : мальчик, malchik |
| Malchickicaïd              | maltchickicaïd                              | jeune dur                               | Terme inventé (Dérivé de Russe : мальчик, malchik) |
| Malenky                    | malenky                                     | un peu, petit                           | Russe : маленький, malyenkiyi |
|                            | malenkyscule                                | minuscule                               | Dérivé du mot russe маленький, malyenkiyi |
| Maslo                      | maslo                                       | beurre                                  | Russe : масло, maslo |
| Merzky                     | merdzkoï                                    | dégoûtant                               | Russe : мерзкий, merzki, lit. « vil » |
| Messel                     | messel                                      | pensée, idée, fantasme                  | Russe : мысль, mysl |
| Mesto                      | messtot                                     | place                                   | Russe : место, mesto |
| Mewler (ou : mowler)       | mioloker                                    | miauler                                 | Anglais, terme inventé |
| Millicent                  | milichien                                   | policier                                | Russe : милиционер, militsioner, lit. « officier militaire » |
| Minoota                    | minouta                                     | minute                                  | Russe : минута, minuta |
| Molodoy                    | molodoï                                     | jeune                                   | Russe : молодой, molodoy |
| Moloko                     | moloko                                      | lait                                    | Russe : молоко, moloko |
| Moodge                     | moudj                                       | homme                                   | Russe : муж, muzh, lit. « époux » |
| Morder                     |                                             | museau, gueule                          | Russe : морда, morda |
| Mounch                     |                                             | snack                                   | Anglais, terme inventé sur la base de « munch », lit. « mâcher » |
| Mozg                       | mozg                                        | cerveau                                 | Russe : мозг, mozg |
| N                          |                                             |                                         | |
| Nachinat                   | nachinater                                  | commencer                               | Russe : начинать, nachinat |
| Nadmenny                   | nadmini                                     | arrogant                                | Russe : надменный, nadmeni |
| Nadsat                     | nadsat                                      | adolescent                              | Russe : du suffixe -надцать, -nadtsat, correspondant au suffixe -teen en anglais |
| Nagoy                      | nagoï                                       | nu                                      | Russe : нагой, nagoy |
| nazz                       |                                             | fou                                     | Russe : назад, nazad, lit. « arriéré » |
| Neezhnies                  | nizdni                                      | sous-vêtement                           | Russe : нижнее, nizhneye |
| Notché                     | notché                                      | nuit                                    | Russe : ночь, noch' |
| Noga                       | noga                                        | pied, jambe                             | Russe : нога, noga |
| Nodz                       | nodz                                        | couteau                                 | Russe : нож, nohz |
| Nuking                     | gnioukant                                   | sentant, puant                          | Russe : нюхать, nyukhat |
| O                          |                                             |                                         | |
| Oddy knocky                | soli solo                                   | tout seul                               | Russe : одинокий, (?), lit. « solitaire » |
| Odin                       | odine                                       | un                                      | Russe : один, odin |
| Okno                       | okno                                        | fenêtre                                 | Russe : окно, okno |
| Oobivat                    | oubivatter                                  | tuer                                    | Russe : убивать, ubivat |
| Ookadeet                   | oukaditer, ouster                           | partir                                  | Russe : уходить ukhodit |
| Ooko                       | ouko                                        | oreille                                 | Russe : ухо, ukho |
| Oomny                      | oum                                         | malin, rusé                             | Russe : умный, umny |
| Oozhassny                  | tzarrible                                   | terrible                                | Russe : ужасный, uzhastni |
| Oozy                       | oudzy                                       | chaîne                                  | Russe : узы, uzh |
| Orange                     |                                             | homme                                   | Malais : orang |
| Osoosh                     | ozoucher                                    | essuyer                                 | Russe : осушать, osushat, lit. « sécher » |
| Otchkies                   | otchquises                                  | lunettes                                | Russe : очки, ochki |
| P                          |                                             |                                         | |
| Pan-handle                 | queue de casserole                          | érection                                | Anglais, expression inventée, lit. « manche de poêle » |
| Pee and em                 | Pé et ème                                   | père et mère                            | Anglais, « P » de « Papa » et « M » de « Maman » |
| Peet                       | gobeloter, drinker                          | boire                                   | Russe : пить, pit |
| Pishcha                    | pischa                                      | nourriture                              | Russe : пища, pishcha |
| Platch                     | platcher                                    | crier, pleurer                          | Russe : плач, plach |
| platties                   | platrusques                                 | habits                                  | Russe : платье, platye |
| Plenny                     | plenni                                      | prisonnier                              | Russe : пленник, plennik, lit. « captif » |
| Plesk                      | plesk                                       | éclaboussure, tache                     | Russe : плеск, plesk |
| Pletcho                    | pletcho                                     | épaule                                  | Russe : плечо, plecho |
| Plosh                      |                                             | éclabousser                             | Russe : onomatopée kerplosh |
| Plott                      | plott                                       | corps                                   | Russe : плоть, plot, lit. « chair » |
| Podooshka                  | Podouchka                                   | oreiller                                | Russe : подушка, podushka |
| Pol                        | pol                                         | sexe                                    | Russe : пол, pol, lit. « genre » |
| Polezny                    | polezny                                     | utile                                   | Russe : полезный, polezni |
| Polyclef                   | polyclé                                     | passe-partout                           | Français : du français « clef » associé au préfixe grec poly-(signifiant nombreux) |
| Pony                       | pommer                                      | comprendre                              | Russe : понимать, ponymat |
| Poogly                     | pouglé                                      | effrayé                                 | Russe : пугаемый, pugayemi |
| Pooshka                    | poushka                                     | fusil                                   | Russe : пушка, pushka |
| Prestoupnik                | prestoupnick                                | criminel                                | Russe : преступник, prestupnik |
| Privodeet                  | privoditer                                  | emmener quelque part                    | Russe : приводить, privodit |
| pretty polly               | lollypop                                    | argent                                  | Anglais, expression inventée pour la rime avec le mot « lolly », lit. « fric » |
| prod                       |                                             | produire                                | Anglais, abréviation |
| Ptitsa                     | ptitsa                                      | fille                                   | Russe : птица, ptitsa, lit. « oiseau » (le mot anglais « bird » étant un terme d'argot courant pour désigner une jeune femme) |
| Pyahnitsa                  | pianitza                                    | ivrogne                                 | Russe : пьяница, pyanitsa |
| R                          |                                             |                                         | |
| Rabbit                     | rabiter                                     | travail, travailler                     | Russe : работа, rabota |
| Radosty                    | radostie                                    | joie                                    | Russe : радости, radosti |
| Raskazz                    | raskass                                     | histoire                                | Russe : рассказ, rasskaz, lit. « conte » |
| Rassoudock                 | rassoudok                                   | crâne, esprit                           | Russe : рассудок, rassudok |
| Raz                        | radze                                       | heure                                   | Russe : раз, raz |
| Razdraz                    | razedraze                                   | énervé                                  | Russe : расстроен, rasstroyen, раздражён, "razdrajion" |
| Razrez                     | razrézer                                    | déchirer, déchirure                     | Russe : разрез, razrez, lit. coupure |
| Rouke                      | rouke                                       | main, bras                              | Russe : руки, ruki |
| Roukeur                    | Roukeur                                     | bras                                    | |
| Rote                       | rote                                        | bouche                                  | Russe : рот, rot |
| Rozz                       | rosse                                       | policier                                | Anglais : le mot « rozzer » désigne un policier en argot Cockney londonien |
| S                          |                                             |                                         | |
| Sabog                      | sabog                                       | chaussure                               | Russe : сапог, sapog, lit. « botte » |
| Sakar                      |                                             | sucre                                   | Russe : сахар, sakhar |
| Sammy                      | sammybéa                                    | généreux                                | Jeu de mots sur le Bon Samaritain (récit biblique) |
| Scoteena                   | scotina                                     | vache                                   | Russe : скотина, skotina, lit. « bétail » |
| Shaika                     | shaïka                                      | gang                                    | Russe : шайка, shayka |
| Sharp                      |                                             | femme                                   | Anglais, terme inventé |
| Sharries                   | charrière                                   | fesses                                  | Russe : шары, shary, lit. « sphères » |
| Shest                      |                                             | barrière                                | Russe : шест, shest |
| Shilarny                   |                                             | souci                                   | Inconnu |
| Shive                      |                                             | tranche                                 | Anglais, argot inventé |
| Shiyah                     | shiya                                       | cou                                     | Russe : шея, sheya |
| Shlem                      | chlem                                       | casque                                  | Russe : шлем, shlem qui descend du proto-slave qui lui même descend du proto-germanique qui a donné notamment helm en ancien anglais qui a été lui-même remplacé par helmet descendant d'helmet et d'heaumet en ancien français qui sont des diminutifs d'helme qui lui-même proviennent du germanique. On a donc un mot russe qui rappelle helmet en anglais moderne et helm en ancien anglais. |
| Shlaga                     | schlaga                                     | batte, trique                           | Allemand : « Schläger », lit. « matraque » |
| Shlapa                     | shlapa                                      | chapeau                                 | Russe : шляпа, shlyapa |
| Shoom                      | choum                                       | bruit                                   | Russe : шум, shum |
| Shoot                      | momo                                        | imbécile                                | Russe : шут, shut, lit. « clown », « bouffon » |
| Sinny                      |                                             | cinéma                                  | Anglais, argot inventé |
| Skazat                     | skaziter                                    | dire                                    | Russe : сказать, skazat |
| Skolliwoll                 | escoliose                                   | école                                   | Anglais, argot inventé |
| Skorry                     | zoum                                        | rapide, rapidement                      | Russe : скорый skory |
| Skriking                   |                                             | égratignure                             | Anglais, argot inventé |
| Skvat                      | skvater                                     | attraper                                | Russe : схватить, skhvatit |
| Sladky                     | sladky                                      | doux                                    | Russe : сладкий, sladki |
| Sloochat                   | slouchater                                  | arriver, advenir                        | Russe : случаться, sluchatsya |
| Sloochy                    | sloucher                                    | entendre                                | Russe : слушать, slushat |
| Slovo                      | slovo                                       | mot                                     | Russe : слово, slovo |
| Smeck                      |                                             | rire                                    | Russe : смех, smekh |
| Smot                       | smotter, relucher                           | regarder                                | Russe : смотреть, smotret |
| Sneety                     | snity                                       | rêve                                    | Russe : сниться, snitsya |
| Snoutie                    |                                             | tabac                                   | Anglais, déclinaison du mot « snout », lit. « museau » |
| Sobirat                    | sobirater                                   | passer prendre                          | Russe : собирать, sobirat |
| Sod                        |                                             | forniquer, fornicateur                  | Abréviation de « sodomie » |
| Soomka                     | soumka                                      | femme (, sac ?)                         | Russe : сумка, sumka |
| Soviet                     | soviet                                      | conseil (au sens de instruction), ordre | Russe : совет, soviet |
| Spat, spatchka             | spat, spatchka (verbe: spater)              | sommeil, pioncette                      | Russe : спать, spat, спячка, spiatchka, lit. « hibernation » |
| Splodge, splosh            |                                             | éclabousser                             | Argot inventé probablement une déformation de mot splash en Anglais dont l'un des sens signifie éclabousser. |
| Spoogy                     |                                             | terrifié                                | Russe : испуганный, ispuganny, anglais : to spook, lit. « effrayer» |
| Staja                      | Prita                                       | prison d'État                           | Anglais : STAte JAil, probablement aussi dérivé du Bulgare стая staya, lit. « pièce » |
| Starry                     | viokcho, viokcha                            | ancien, vieux                           | Russe : старый, stary |
| Strack                     | strack                                      | horreur                                 | Russe : страх, strakh |
| Synthmesc                  | synthémesc                                  | drogue                                  | Terme inventé, probablement dérivé de « synthetic mescaline » |
| T                          |                                             |                                         | |
| Tally                      |                                             | taille                                  | Russe : талия, taliya |
| Tashtook                   | tiremorve                                   | mouchoir                                | Allemand : Taschentuch, lit. « mouchoir de poche » |
| Toofles                    | touflasques                                 | pantoufles                              | Russe : туфли, tufli, lit. « chaussures » |
| Tree                       | trié                                        | trois                                   | Russe : три, tri |
| Tolchok                    | Tolchoquer                                  | Tabasser                                | Russe : толчок, tolchok, lit. « poussée, coup » |
| V                          |                                             |                                         | |
| Vareet                     | variter                                     | inventer                                | Russe : варит, varit, lit. « cuire » |
| Vaysay                     |                                             | salle de bains                          | Terme dérivé de W.C., « water closet » |
| Vellocet                   | vélocette                                   | drogue                                  | Terme probablement inventé ; le suffixe -cet se retrouve communément dans les noms d'antalgiques (ex., percocet, ultracet) |
| Veshch                     | veshche                                     | chose                                   | Russe : вещь, veshch |
| Viddy                      | mirisse                                     | voir/regarder                           | |
| Voloss                     | tiffure                                     | cheveux                                 | Russe : волос, volos |
| Vonn                       | vonn                                        | mauvaise odeur                          | Russe : вонь, von |
| Vred                       | vred                                        | abîmer, faire mal                       | Russe : вред, vred |
| Y                          |                                             |                                         | |
| Yahma                      | yahma                                       | trou                                    | Russe : яма, yama |
| Yahoody                    | yahoudy                                     | juif                                    | Russe : иудей, yehudej |
| Yahzick                    | yachzick                                    | langue                                  | Russe : язык, yazyk qui rappelle l'expression anglaise mother tongue(langue natale en français) et l'ancien anglais tongue (langue en français).Il faut noter que yazyk et tongue désignent aussi bien langue dans le sens linguistique que la langue qui permet de pronocer des sons. |
| Yarbles, yarblockos        | yarbilles, yarblokoss                       | testicules                              | Russe : яблоко, yabloko, lit. « pomme » |
| Yeckate                    | yécater                                     | conduire                                | Russe : ехать, yekhat, lit. « aller en voiture » |
| Z                          |                                             |                                         | |
| Zammechat                  | zammitchat                                  | remarquable                             | Russe : замечательно, zamechatelno |
| Zasnoot                    | zaznouter                                   | dormir                                  | Russe : заснуть, zasnut, lit. « s'endormir » |
| Zheena                     | zhina                                       | épouse                                  | Russe : жена, zhena |
| Zoobies                    | zoubies                                     | dents                                   | Russe : зубы, zuby |
| Zvonock                    | zvonock                                     | sonner                                  | Russe : звонок, zvonok |
| Zvook                      |                                             | son                                     | Russe : звук, zvuk |